# Halogenalkan
En halogenalkan eller haloalkan är en alkan där en eller flera av väteatomerna har ersatts av en atom från halogengruppen i det periodiska systemet. Halogenalkaner är en underklass till halogenade kolväten och vidare organiska halogenider.
De ingår som släckmedel, köldmedium, drivmedel eller lösningsmedel i många produkter.
Några typer av halongaser är Halon 1011 (bromklormetan CH2BrCl), Halon 1211 (bromdifluorklormetan CBrClF2), Halon 1301 (bromtrifluormetan CBrF3) och Halon-104 (koltetraklorid, tetraklormetan CCl4).

## Exempel på halogenalkaner

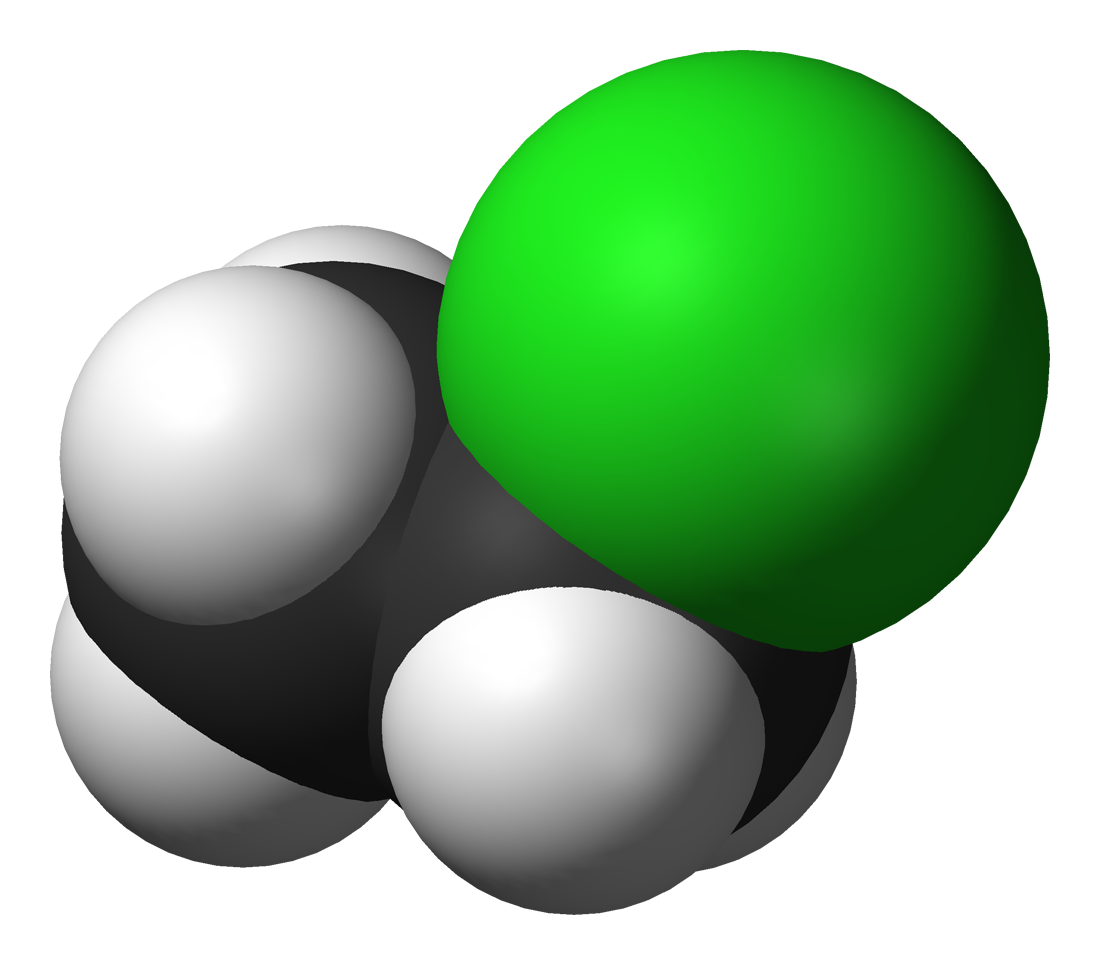
Kloretan (Etylklorid)
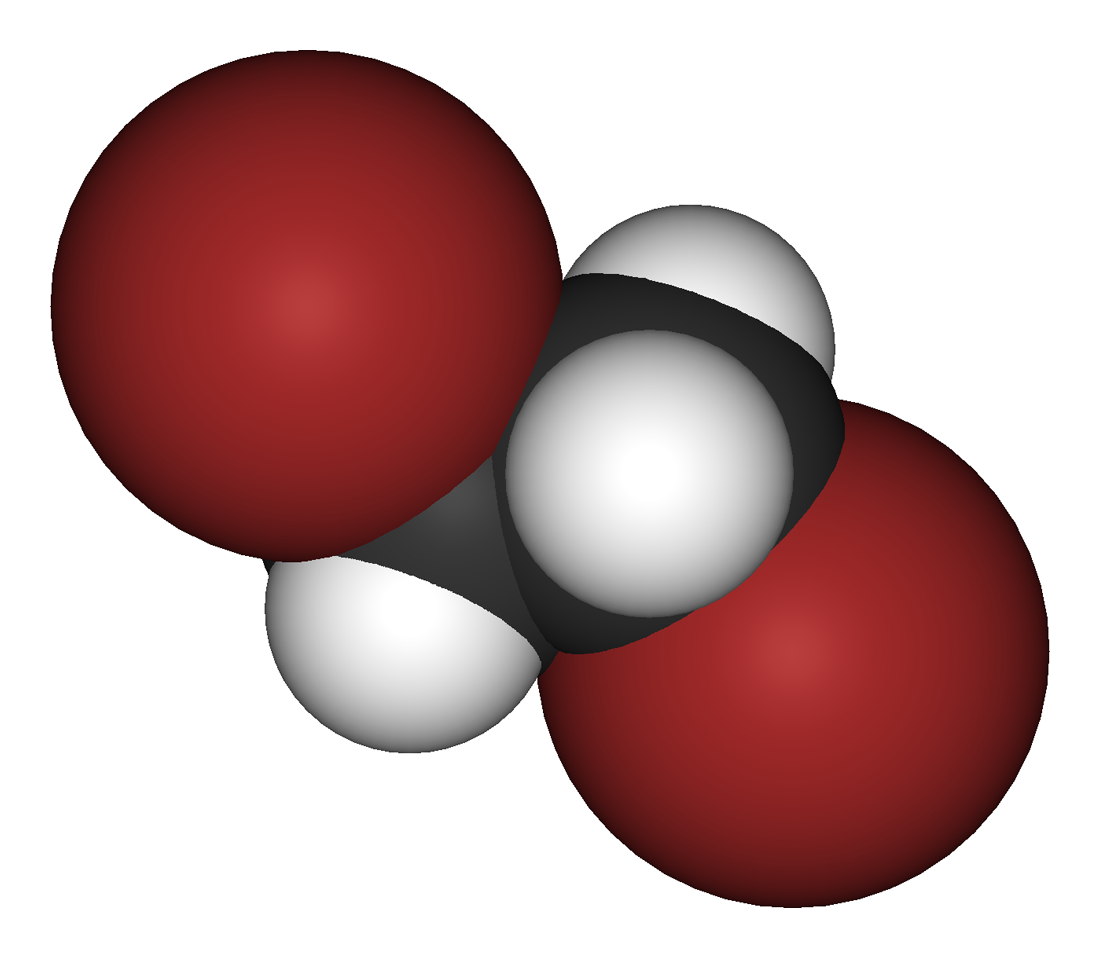
1,2-Dibrometan (Etyldibromid)
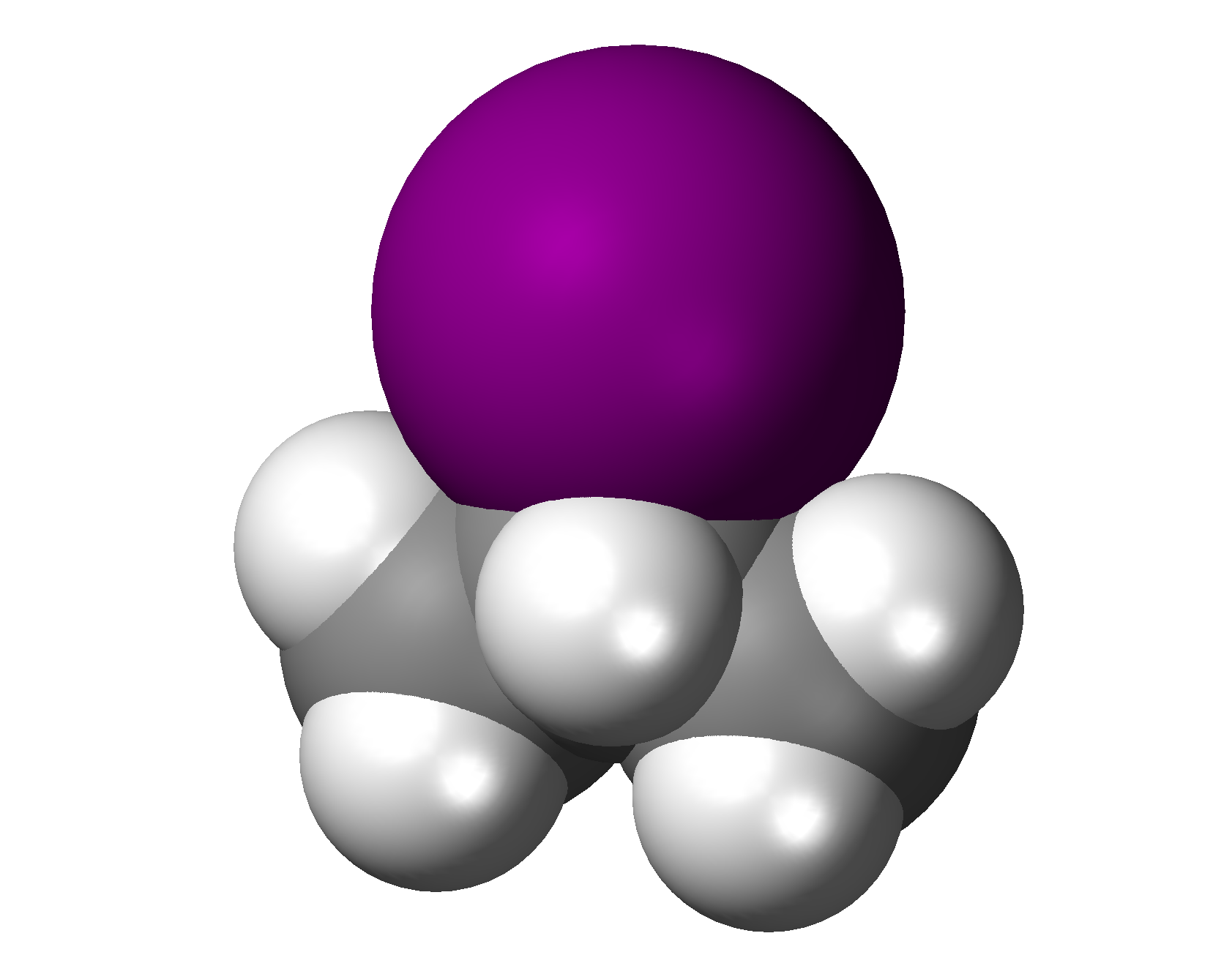
2-Jodpropan (Isopropyljodid)